# Adolphe Hirsch
Ne pas confondre avec le compositeur Adolf Hirsch (1866-1931).
Pour les articles homonymes, voir Hirsch.
Adolphe Hirsch, né le 21 mai 1830 à Halberstadt et mort le 16 avril 1901 à Neuchâtel, est un astronome germano-suisse.

## Biographie
Adolphe Hirsch naît le 21 mai 1830 à Halberstadt d'une famille israélite nombreuse. Il étudie successivement l'astronomie aux universités de Heidelberg, Berlin et Vienne.
Hirsch, sympathisant d'une forme d'état républicain, a été actif à l'université de Heidelberg en 1848. Il a fondé une "association académique des étudiants" avec des objectifs républicains. Celle-ci a été interdite peu après par le gouvernement grand-ducal. Avec ses camarades étudiants, il organisa le départ des étudiants vers Neustadt afin de forcer la réadmission. En suivant hiver, il quitta Heidelberg pour Berlin.
Il est le premier directeur de l'observatoire de Neuchâtel, depuis 1858 jusqu'à sa mort. Il se consacre au développement de cet institut scientifique qui comprend dès 1860 le service chronométrique qui sera très utile à l'industrie horlogère neuchâteloise. Il est également professeur de géophysique et d'astronomie à l'académie de Neuchâtel,.
En 1861, lors de la création de la Conférence géodésique pour la mesure des degrés en Europe centrale par le général Johann Jacob Baeyer, Adolphe Hirsch devient l'un des membres fondateurs de la Commission géodésique suisse qu'il animera pendant quarante ans. Il prend part à la majeure partie des travaux géodésiques et a, en particulier, dirigé avec son collègue Émile Plantamour, directeur de l'observatoire de Genève, le nivellement de précision de la Suisse,. Au  XIXe siècle, la détermination de la gravité par le pendule est soumise à deux types d'erreur. D'une part la résistance de l'air et d'autre part les mouvements que les oscillations du pendule impriment à son plan de suspension. Ces mouvements sont particulièrement importants avec l'appareil conçu par les frères Repsold sur les indications de Bessel, car le pendule a une importante masse afin de contrecarrer l'effet de la viscosité de l'air. Alors que Plantamour effectue une série d'expériences avec cet appareil, Hirsch trouve le moyen de mettre en évidence les mouvements du plan de suspension du pendule par un ingénieux procédé d'amplification optique. Isaac-Charles Élisée Cellérier, un mathématicien genevois et Charles Sanders Peirce mettront indépendamment au point une formule de correction qui permettra d'utiliser les observations faites au moyen de ce type de gravimètre,,,. Hirsch effectue également avec Jules Dumur et en collaboration avec l'Institut géographique et statistique de Madrid la mesure des bases géodésiques de la Suisse.
En 1866, la Commission permanente pour la mesure du degré dans l'Europe centrale se réunit à Neuchâtel, et Hirsch est désigné, avec Bruhns, de Leipzig, comme secrétaire de la session. L'année suivante, la même Commission, réunie à Berlin, vote une motion en dix articles jetant les bases de l'organisation internationale du système métrique, et prépare ainsi l’œuvre qui aboutit le 20 mai 1875 à la signature de la Convention du Mètre. Pendant toute la période préparatoire, Hirsch montre une si grande activité, un esprit si clairvoyant, et s'identifie si bien avec l’œuvre commune, qu'il est, par un vote unanime, choisi comme secrétaire du nouveau comité chargé de la haute direction du Bureau international des poids et mesures. En même temps, naît de la Commission pour la mesure des degrés en Europe, l'Association géodésique internationale, et, par une entente dont on reconnaîtra ultérieurement les bons effets, on pense que les deux organisations nouvelles, dont la création est pour ainsi dire parallèle, gagneront à être dirigées par les mêmes hommes. Le général Carlos Ibáñez e Ibáñez de Ibero, directeur de l'Institut géodésique et statistique d'Espagne, est porté à la présidence des deux Commissions et Hirsch devient le seul secrétaire de l'Association géodésique internationale.
Au cours des vingt-cinq années d'activité de Hirsch, le Bureau international des poids et mesures assure l'unification internationale du système métrique ; l'Association géodésique provoque de grands travaux, coordonne des mesures éparses, les fait valoir les unes par les autres, et finalement, nous aura donné une connaissance plus parfaite de la forme et des dimensions de notre globe, de la répartition de la pesanteur, du niveau des mers, et des continents en même temps qu'elle fournit à tous les États-majors, les bases solides sur lesquelles les cartes sont édifiées.
Divorcé et sans descendance, Hirsch lègue sa fortune à l'État de Neuchâtel pour le développement de l'observatoire. Il meurt le 16 avril 1901 à Neuchâtel.